# Worship Central
Worship Central és un grup britànic de música cristiana d'adoració fundat el 2006 a Birmingham (Regne Unit) per Tim Hughes i Al Gordon. L'organització caritativa de la que el forma part el conjunt va néixer a l'església Holy Trinity Brompton, i posteriorment es va desplaçar a l'església Gas Street Church. Entre les persones que en formen part hi ha Tim Hughes, Ben Cantelon, Al Gordon i Luke Hellebronth.
El seu primer àlbum va ser Lifting High, del 2009, després Spirit Break Out, el 2011, Counting On Your Name, també el 2011, Let It Be Known el 2012, Set Apart el 2014, Mercy Road el 2017 i Stir A Passion el 2018. Els seus àlbums han estat engistrats per Integrity Media i Capitol Records. Let It Be Known va assolir el número 45 a la llista oficial de música del Regne Unit i va conservar durant cinc setmanes el número 1 a la llista oficial de música cristiana i gòspel.
Va actuar a Cervera en l'Aplec de l'Esperit de 2018.